# Regnbågsnationen
Regnbågsnationen är ett begrepp myntat av ärkebiskop Desmond Tutu för att beskriva Sydafrika efter rasåtkillnadspolitiken 1994, efter det första valet med allmän rösträtt.
Begreppet användes av den nyvalda presidenten Nelson Mandela som ett sätt att prata om mångkultur.
| ”                                                                | Var och en av oss är så intimt sammanknuten till detta vackra lands jord, så även de berömda jakarandaträden i Pretoria och mimosaträden i Bushveld – en regnbågsnation i fred med sig själv och världen." | „ |
| – Nelson Mandela, under första månaden som Sydafrikas president. | |   |